# كرم برناوي
كرم برناوي (مواليد 6 أكتوبر 1987) هو لاعب كرة قدم سعودي.

## مسيرة اللاعب
لعب في أندية الأنصار والأهلي و أحد ونجران و الفيحاء والكوكب و أبها و العين.

## وصلات خارجية
- كرم برناوي على موقع قاعدة بيانات كرة القدم.إي يو (الإنجليزية)
- كرم برناوي على موقع Soccerway.com (الإنجليزية)